# Virginie Efira
Virginie Efira est une actrice et ancienne animatrice de télévision belge naturalisée française, née le 5 mai 1977 à Schaerbeek (Région de Bruxelles-Capitale).
De 1998 à 2009, elle débute en tant qu'animatrice à la télévision en Belgique puis en France. Elle a notamment présenté les versions belge et française du télé-crochet Nouvelle Star (sur RTL-TVI en 2003 et sur M6 et W9 de 2006 à 2008). Elle commence sa carrière de comédienne en 2004, avant de s'y consacrer totalement à partir de 2008.
Au cinéma, elle est d'abord tête d'affiche dans des comédies romantiques, comme L'amour, c'est mieux à deux (2010), 20 ans d'écart (2013), Le Goût des merveilles (2015) et Un homme à la hauteur (2016). Elle opère ensuite un virage dramatique en tenant le rôle-titre du film indépendant Victoria (2016), réalisé par Justine Triet, qui lui vaut une première nomination au César de la meilleure actrice. Elle confirme sous la direction d'Albert Dupontel avec Adieu les cons (2020), de Paul Verhoeven avec Benedetta (2021), d'Alice Winocour avec Revoir Paris (2022) et de Rebecca Zlotowski avec Les Enfants des autres (2022).
Après cinq nominations aux César, elle reçoit en 2023 le César de la meilleure actrice pour son rôle dans le drame Revoir Paris d'Alice Winocour. Au cours de sa carrière, elle a également remporté d'autres récompenses dont deux Magritte.

## Biographie

### Famille et enfance
Virginie Efira est née le 5 mai 1977 à Schaerbeek, dans la région de Bruxelles-Capitale en Belgique. Fille d'un médecin oncologue, professeur d'hématologie, d'origine juive grecque et d'une mère d'ascendance belge, elle a deux frères et une sœur. Ses parents divorcent quand elle a 9 ans.

### Études et formation
Elle étudie le latin, les mathématiques, la psychologie et les sciences sociales, et entre ensuite à l'Institut national supérieur des arts du spectacle puis au Conservatoire pour faire du théâtre, études qu'elle ne termine pas.

### Carrière

#### Présentatrice de télévision (1998-2009)

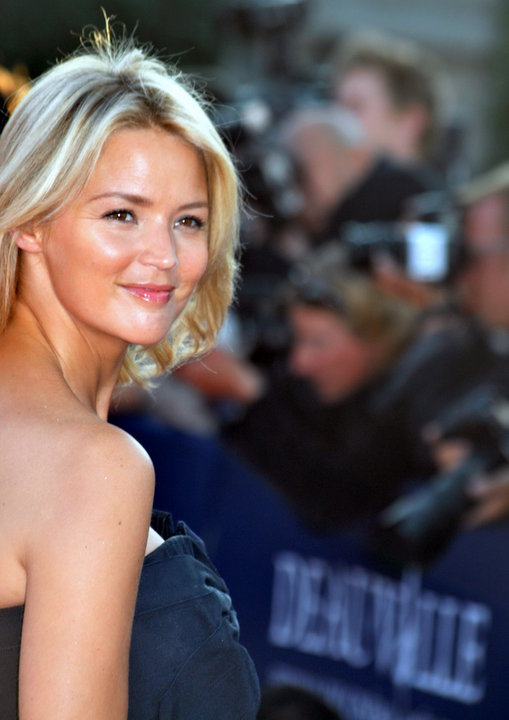
Virginie Efira en 2010 au Festival du cinéma américain de Deauville.

La carrière d'animatrice de télévision de Virginie Efira débute en 1998 sur la chaîne belge Club RTL quand Marc Nivesse, producteur de Mégamix, émission pour adolescents, la choisit pour animer l'émission avec Lidia Gervasi. En 2000, Virginie participe, aux côtés de Patrick Ridremont, son futur époux, à l'émission Night Shop dans une courte séquence humoristique pour la chaîne Canal+ Belgique. En septembre 2002, RTL TVI lui propose l'animation des quotidiennes et des émissions en première partie de soirée (avec Frédéric Herbays) de Star Academy en Belgique puis de la version belge d'À la recherche de la nouvelle star l'année suivante.
Repérée par la chaîne de télévision française M6 en 2003, à l'occasion d'un casting pour devenir une Miss Météo, elle devient rapidement la figure du divertissement de la chaîne. Durant l'été 2003, elle anime la finale d'Opération séduction ; puis présente, entre autres les émissions de divertissement Le Grand Zap, La Saga des…, Follement Gay, Absolument 80/90, Le Grand Piège ou encore Drôles d'équipes,,, ainsi que le magazine Classé confidentiel en 2005. En 2006, elle présente la version française de Nouvelle Star en remplacement de Benjamin Castaldi. Elle rempile pour les deux saisons suivantes. Virginie Efira continue également de présenter des émissions ponctuelles en Belgique, sur RTL-TVi.
Elle signe avec Canal+ en juin 2008, abandonnant ainsi la présentation de Nouvelle Star sur M6. Elle anime, en 2009, sur Canal+ une émission humoristique, Canal Presque, avec Ahmed Hamidi, un ex-auteur des Guignols, et avec comme invités pour la première Omar et Fred. Le programme est arrêté au bout de quelques semaines en raison de faibles audiences.
En 2010, elle déclare dans Paris Match qu'elle ne refera plus d'animation télé « à moins d'avoir cinq enfants qui n'ont plus rien à manger », et se concentre dorénavant sur sa carrière de comédienne et d'actrice qui, elle l'espère, sera variée dans les propositions entre cinéma d'auteur et comédie populaire. La même année, elle participe à l'émission de Frédéric Lopez Rendez-vous en terre inconnue, où elle rencontre une minorité mongole, les Tsaatan. L'émission, diffusée sur France 2, fait un record d'audience avec 8,1 millions de téléspectateurs.

#### Doubleuse et comédienne de télévision (2004-2008)
Sa carrière de comédienne commence avec le doublage du personnage de Liz Wilson, jouée par Jennifer Love Hewitt, dans Garfield, en 2004, et Garfield 2 en 2006. Elle tourne ensuite dans le court métrage Africains poids moyens, film belgo-congolais de Daniel Cattier présenté l'année suivante au 20e Festival international du film francophone de Namur.
En 2005, Virginie Efira est la voix française du personnage de Piper dans le film d'animation Robots. Elle joue ensuite dans une pièce de théâtre en Belgique, Pour ses beaux yeux de René de Obaldia, au théâtre de la Valette. En 2006, Virginie Efira tourne une fiction de cinquante-deux minutes pour la chaîne et le téléfilm Un amour de fantôme aux côtés de Bruno Putzulu et d'Amanda Lear. Elle interprète également l'épouse de Bohort dans la série française Kaamelott, le temps de deux épisodes.
En 2007, elle joue son propre rôle dans Off Prime, avec Alban Lenoir et Simon Astier, série humoristique réalisée par Bruno Solo, Simon Astier et Stéphane Kopecky dont deux saisons seront tournées, et programmées par la chaîne M6 jusqu'en avril 2008,. L'année suivante, Virginie Efira joue le rôle d'une prostituée dans la pièce sulfureuse Nathalie de Philippe Blasband, où elle reprend le rôle tenu au cinéma par Emmanuelle Béart quelques années plus tôt.

#### Joueuse de poker (2007-2015)
Virginie Efira est une joueuse de poker assidue pendant plusieurs années. En 2007, elle participe au Défi des As et devient ambassadrice du site Poker770. Elle a également participé à de grands tournois comme l'European Poker Tour à Deauville. Elle n'atteint toutefois jamais les places payées en tournoi officiel et elle arrête le poker en 2015.

#### Actrice de comédie (2010-2015)

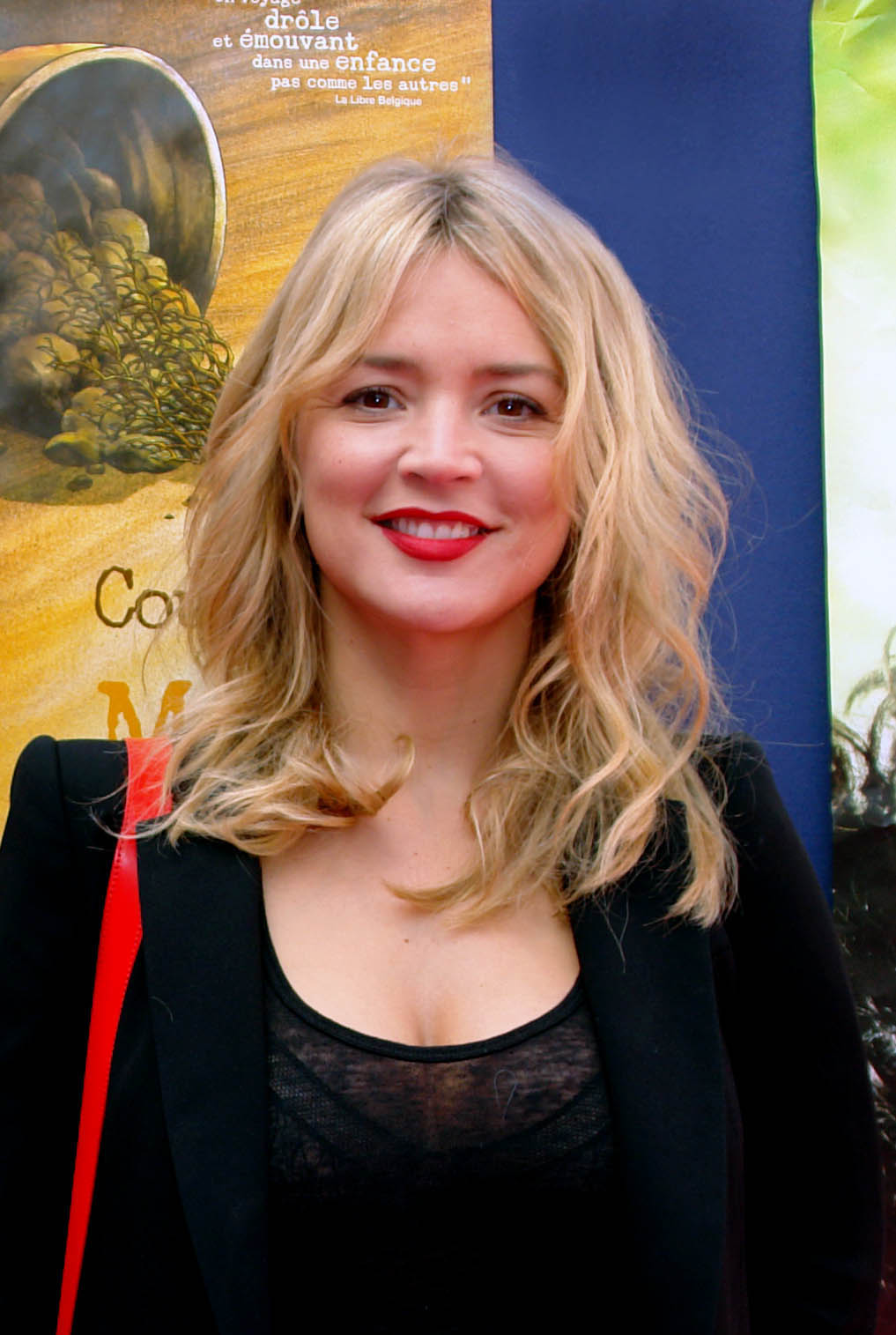
Virginie Efira en 2012, lors de la présentation de Dead Man Talking au Festival international du film francophone de Namur.

En 2010, Philippe Lefebvre pour Le Siffleur lui offre son premier rôle important dans un long métrage avec Thierry Lhermitte et François Berléand. Mais c'est dans un registre romantique qu'elle s'impose, avec L'amour, c'est mieux à deux, avec notamment Manu Payet et Clovis Cornillac. Elle poursuit avec une autre comédie romantique, sortie en 2011, La Chance de ma vie, face à François-Xavier Demaison. La même année, elle évolue dans la satire franco-belge Mon pire cauchemar, sous la direction d'Anne Fontaine, et aux côtés d'Isabelle Huppert, Benoît Poelvoorde et André Dussollier. En 2012, elle est la voix française de Mavis (la fille de Dracula) dans le film d'animation Hôtel Transylvanie.

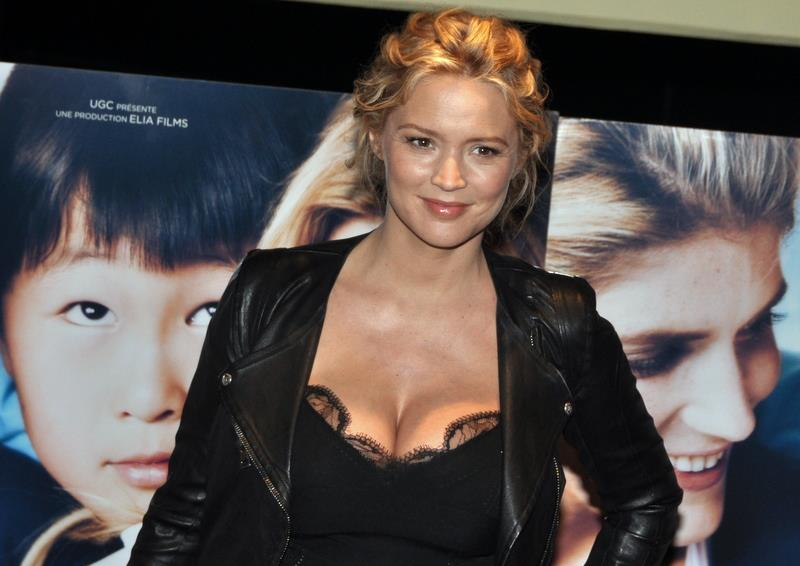
Virginie Efira à l'avant-première du film Cookie (2013).

L'année 2013 est marquée par la sortie de cinq films. Elle partage l'affiche de la comédie dramatique Cookie, avec Alice Taglioni, et devant la caméra de Léa Fazer ; elle tient le premier rôle féminin de la comédie franco-belge Dead Man Talking, réalisée par son ex-mari Patrick Ridremont ; elle fait partie de la comédie chorale Les Invincibles, aux côtés de Gérard Depardieu, Atmen Kelif, Édouard Baer et Daniel Prévost ; elle s'essaie au drame en donnant la réplique à François Cluzet pour le film En solitaire, réalisé par Christophe Offenstein ; mais le registre romantique lui convient bien : son interprétation d'une rédactrice en chef de magazine de mode dans le long-métrage de David Moreau, 20 ans d'écart, est saluée, face au jeune premier Pierre Niney, pensionnaire de la Comédie-Française. Pour Le Monde, la comédie « pétillante et enlevée, portée par un charmant duo très en phase, sans prétention ni légèreté maladive, est un divertissement de choix ». Le film rapproche Virginie Efira de la reconnaissance critique : 

« En sortant de la télévision, j’avais bien conscience que ça n’était pas le cinéma d’auteur qui allait venir à moi, mais plutôt la comédie populaire. Je trouvais ça noble, mais c’est un genre qui ne me touche pas particulièrement en tant que spectatrice. J’ai essayé d’en faire quelque chose, je pense y avoir déjà réussi dans 20 ans d’écart. Ici, je suis vraiment fière du film. »

L'actrice est élue femme de l'année 2013 par le magazine GQ.
En 2015, elle est présente dans trois films. Elle tient le rôle d'une mère de famille dans la comédie de Jean-Pierre Améris, Une famille à louer, elle se fait diriger par Emmanuel Mouret aux côtés d'Anaïs Demoustier pour la comédie de mœurs Caprice, et partage l'affiche de la comédie dramatique Le Goût des merveilles, écrite et réalisée par Éric Besnard, avec un autre pensionnaire de la Comédie-Française, Benjamin Lavernhe. La même année, elle fait partie du jury du 26e Festival du film britannique de Dinard, présidé par Jean Rochefort.
Ces films passant inaperçus, elle s'aventure vers des rôles dramatiques et sombres, comme elle l'explique en 2018 : « J’évite les films qui ne reposent que sur des recettes. Je n’aime pas le formatage. L’idée de s’adresser au plus grand nombre est la plus noble qui soit, mais elle ne doit pas interdire l’exigence et l’originalité. Peu de cinéastes parviennent à cet équilibre. Parfois, les gens me soupçonnent de ne plus aimer jouer dans des comédies. Ils se trompent : j’adore ça ! Simplement, je refuse les projets prévisibles pour privilégier les partitions plus singulières. »

#### Virage dramatique (2016-2018)

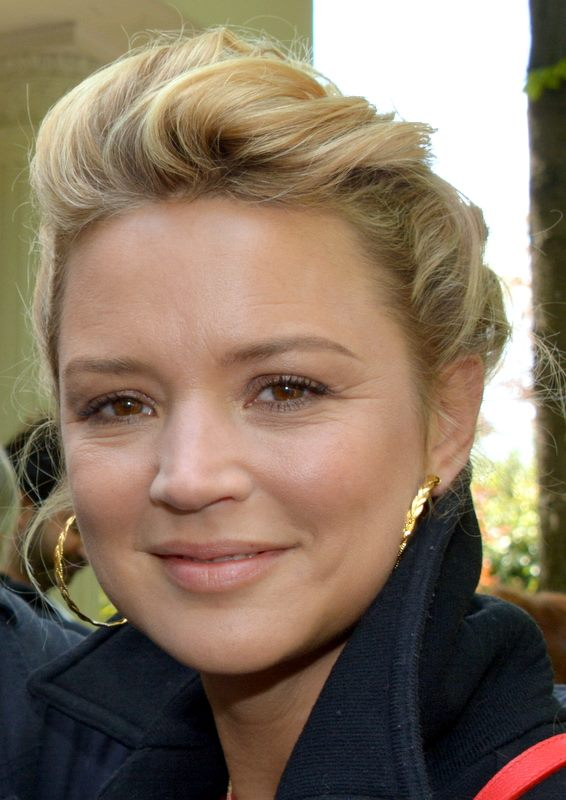
Virginie Efira en 2016.

L'année 2016 marque un tournant dans sa carrière. Dans la comédie dramatique Victoria, écrite et réalisée par Justine Triet, elle interprète une avocate divorcée, mère de deux enfants, en passe de s’effondrer nerveusement : « En lisant le scénario, j’ai vu la qualité de nuances du personnage, la largesse de ce qu’il charrie. J’ai senti que le film serait vaste, joyeux, dense… À ce moment-là, je ne me suis pas dit pour autant que je passais un cap. J’étais juste enthousiaste et heureuse ! » Le film fait sensation lors de sa présentation au Festival de Cannes où il est comparé aux comédies d'Howard Hawks, de Billy Wilder ou encore de Blake Edwards. La performance de Virginie Efira est unanimement saluée par la critique, qui y voit « assurément son rôle le plus accompli – le plus dense, parce qu’il est à la fois le plus léger et le plus grave ». Pour Le Parisien, l'actrice « prouve qu'elle est une très grande actrice », tandis que Les Inrockuptibles estime qu'elle est « ici génialissime, en état de grâce, se prêtant à un comique à la fois verbal et burlesque qui culmine lors d’une exquise plaidoirie (sous chimie) »,. Sa prestation lui vaut de recevoir le Magritte de la meilleure actrice (exceptionnellement remis ex æquo cette année-là, avec Astrid Whettnall) et d'être nommée au César dans la même catégorie.

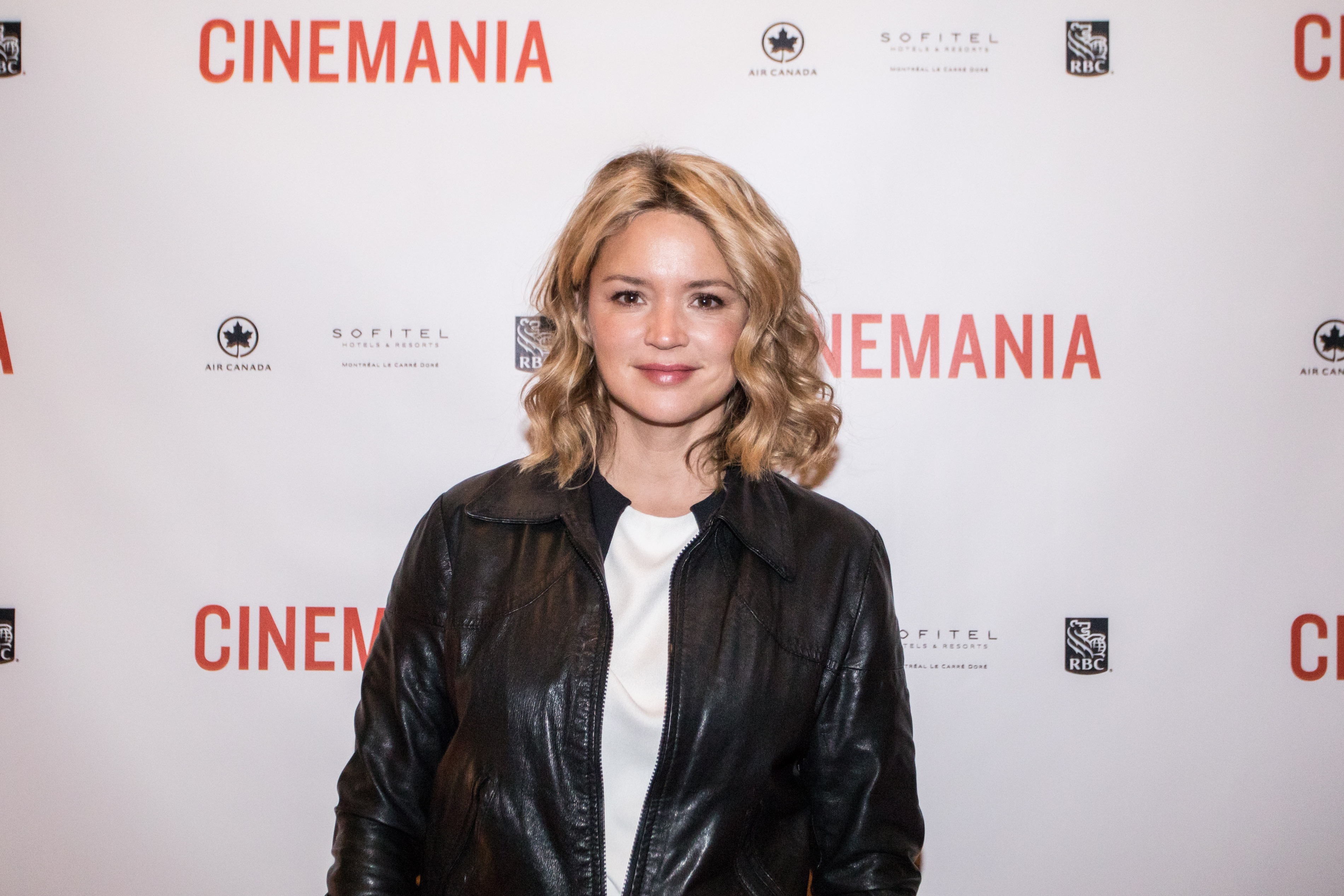
Virginie Efira en 2016, lors du festival Cinemania.

La même année, elle fait partie du casting international réuni par le cinéaste néerlandais Paul Verhoeven pour le thriller psychologique Elle, mené par Isabelle Huppert, et partage l'affiche de la comédie romantique Un homme à la hauteur avec Jean Dujardin, sixième réalisation de Laurent Tirard. Si le premier obtient une reconnaissance critique et public considérable — il remporte le César du meilleur film en 2017 —, le second obtient un score limité au box-office, inférieur à celui des comédies romantiques précédentes des deux acteurs principaux,. Toujours en 2016, Virginie Efira assure la co-présidence du Festival du film francophone d'Angoulême aux côtés de Gilles Jacob. L'année suivante, elle apparaît dans la série Dix pour cent, le temps d'un épisode de la seconde saison dans lequel elle joue son propre rôle, puis prête sa voix respectivement aux personnages de Maggie et de Kitty Pattes de velours dans les films d'animation Croc-Blanc et Le Chat potté.

Alors qu'elle ne s'y était jamais autorisée jusqu'ici, Victoria encourage l'actrice à solliciter les réalisateurs avec qui elle souhaite travailler. C'est ainsi qu'elle obtient le rôle principal du drame Un amour impossible, après avoir démarché personnellement la réalisatrice Catherine Corsini. Adaptation du roman autobiographique de Christine Angot, le film narre l'histoire de Rachel, une employée de bureau tombant sous le charme d'un jeune bourgeois qui la met enceinte mais ne veut pas l'épouser, femme amoureuse empêtrée dans un complexe de classe, mère qui refuse que cet homme charismatique exerce son emprise sur leur fille unique. Le HuffPost estime que « ce film devrait (enfin) ouvrir les yeux à ceux qui doutent encore des multiples talents d'actrice de l'ancienne animatrice télé ». Télérama juge qu'il s'agit de son « plus beau rôle à ce jour » tandis que Le Bleu du Miroir la trouve « à nouveau formidable de subtilité et de justesse »,. Pour sa prestation, Virginie Efira est nommée pour un César, un Globe de Cristal et un Prix Lumière de la meilleure actrice. L'actrice estime alors avoir une « chance inouïe » de se voir proposer des « rôles fascinants » : 

« Quelque chose a bougé. Comme si j’étais davantage en adéquation avec mon désir d’actrice, ma compréhension des choses s’élargit, l’autorisation que je me donne de les oser, aussi. J’ai toujours tourné mes films avec énormément de bonheur et de croyance, mais je m’inscris désormais dans des choses moins « mignonnes ». Le mouvement a été progressif, très peu « bousculant ». Je regrette seulement d’avoir débuté si tard. »

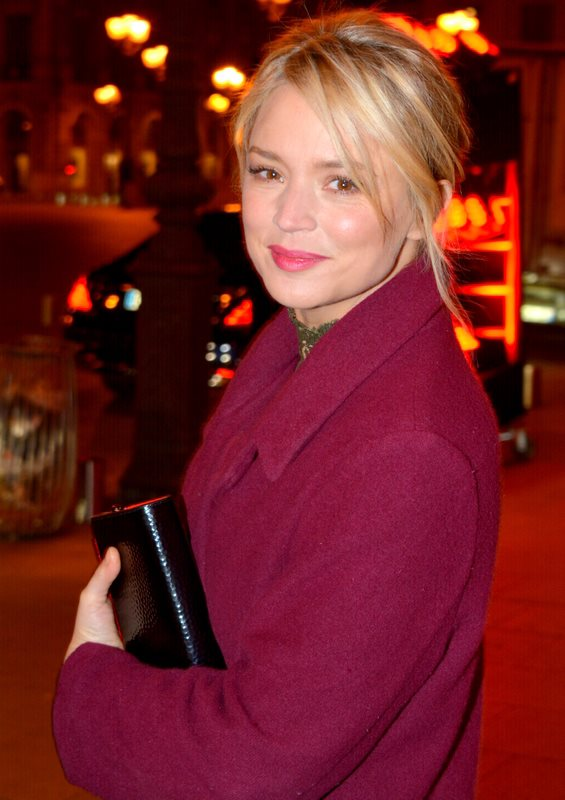
Virginie Efira au dîner des révélations des Césars 2017, pour Victoria.

La même année, l'actrice est proposée pour un second César, dans la catégorie meilleure actrice dans un second rôle, pour la comédie chorale de Gilles Lellouche, Le Grand Bain, où elle incarne une ex-championne de natation synchronisée coachant une bande d'hommes désabusés. Le film est ovationné lors de sa présentation au Festival de Cannes 2018 et il est une réussite critique et commerciale avec près de 4,3 millions d'entrées. Pour Studio Magazine, Virginie Efira joue « à merveille une partition entre rire et larmes ». Toujours en 2018, elle est à l'affiche du drame Continuer, adaptation du roman du même nom de Laurent Mauvignier et réalisé par Joachim Lafosse. L'histoire est celle d'une mère qui entraîne son fils, un jeune adolescent joué par Kacey Mottet-Klein, dans un long périple à travers le Kirghizistan pour le sortir de son profond mal-être. Le film reçoit des critiques partagées lors de sa sortie et Virginie Efira elle-même reconnaît sa déception quant au résultat final.
Depuis 2018, elle est membre du Collectif 50/50 qui a pour but de promouvoir l’égalité des femmes et des hommes et la diversité sexuelle et de genre dans le cinéma et l’audiovisuel,,.

#### Reconnaissance critique et publique (2019-2022)

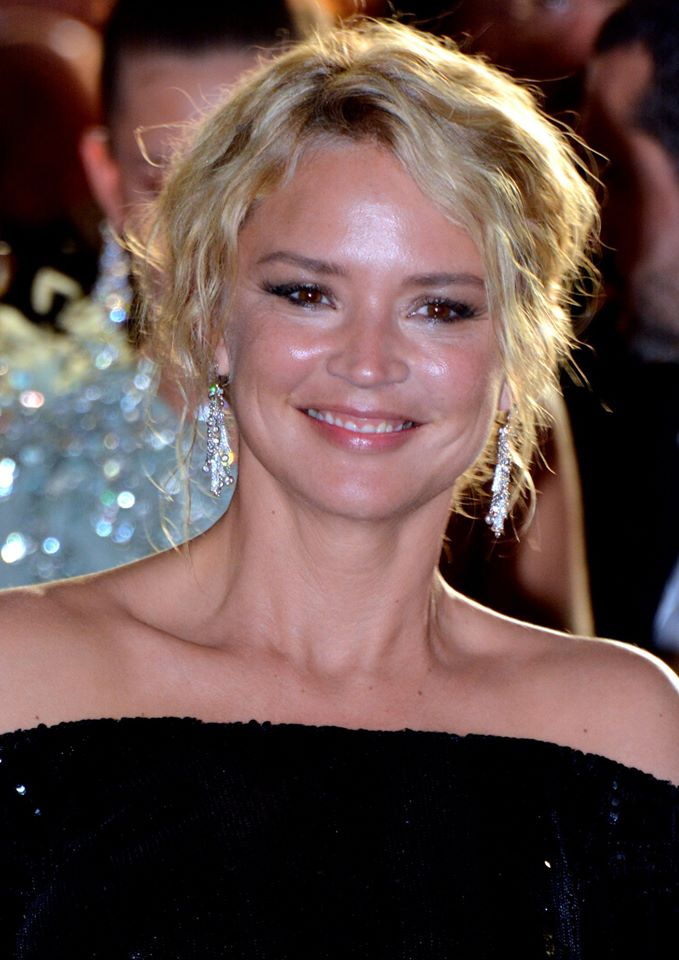
Virginie Efira au Festival de Cannes 2019.

En 2019, elle joue dans la comédie dramatique Sibyl, sa seconde collaboration avec Justine Triet après Victoria, le rôle d'une romancière reconvertie en psychanalyste qui va retrouver l'inspiration au contact d’une jeune comédienne qui vient s’asseoir sur son divan. Au cours du tournage, la réalisatrice multiplie les prises et essaie différents registres, tournant des scènes de manière aussi bien dramatique que comique, le personnage de Sibyl passant par plusieurs états, de l'amour maternel à la passion amoureuse ou encore les névroses,. Présenté en compétition au Festival de Cannes, le film est chaleureusement accueilli par la critique, à l'image de Première, qui y voit une « comédie éruptive et jubilatoire qui déborde de partout, portée par une Virginie Efira souveraine ». Les Inrockuptibles admirent une performance « extraordinaire », estimant que l'actrice y trouve ici « le rôle de sa vie : elle n’est pas seulement Sibyl, le personnage principal, elle est Sibyl, le film, son point de départ et son point d’arrivée, son alpha et son oméga. Comme Gena Rowlands, à laquelle on pense parfois, Virginie Efira est à l’aise dans tous les registres : de l’hébétude à l’ivresse, de l’intello à la fille paumée, du rire aux larmes ».
Son film suivant, le drame Police d'Anne Fontaine avec Omar Sy, Grégory Gadebois, bien qu’accueilli de manière mitigée à sa sortie en 2020, est apprécié de la presse. Le Figaro considère que l'actrice « surpasse ses rivales d'une bonne tête. Dans ses yeux se lisent mille regrets, une existence en miettes, de la honte, toute la tristesse du monde – et cette écharde de lumière qui la transforme en Gena Rowlands française ».
Dans la tragi-comédie d'Albert Dupontel, Adieu les cons, également sorti en 2020, Virginie Efira joue le rôle de Suze Trappet, une coiffeuse atteinte d'une maladie incurable, qui décide de partir à la recherche de son enfant né sous X, aidée dans sa quête par un fonctionnaire dépressif ayant raté son suicide et un archiviste aveugle. L'actrice se montre intéressée par le projet sans même lire le scénario, et accepte de se prêter à des essais où elle est finalement retenue par le réalisateur qui la trouve « épatante, ce qu’a confirmé la caméra. Un mélange populaire, sexy, émouvant. L’incarnation du personnage de Suze lui appartient. Je n’ai eu qu’à surfer sur ses larmes. De surcroît, elle dégage à l’image une tendresse et une humanité que j’ai accueillies avec ravissement. » Le film et l'actrice sont plébiscités par la critique, à l'instar du magazine Première pour qui elle « déploie ici toute une palette d’émotions contradictoires avec une aisance et un grain de folie jamais pris en défaut », ou de Rolling Stone, pour qui elle « témoigne de ses impressionnantes capacités d’actrice, détourne le cynisme par l’ironie, la tragédie par l’absurde ». Malgré une sortie en deux temps, en raison de la pandémie de Covid-19, le film totalise près de deux millions d'entrées en France, et se voit récompensé par sept Césars sur treize nominations, dont une pour Virginie Efira, la quatrième de sa carrière.

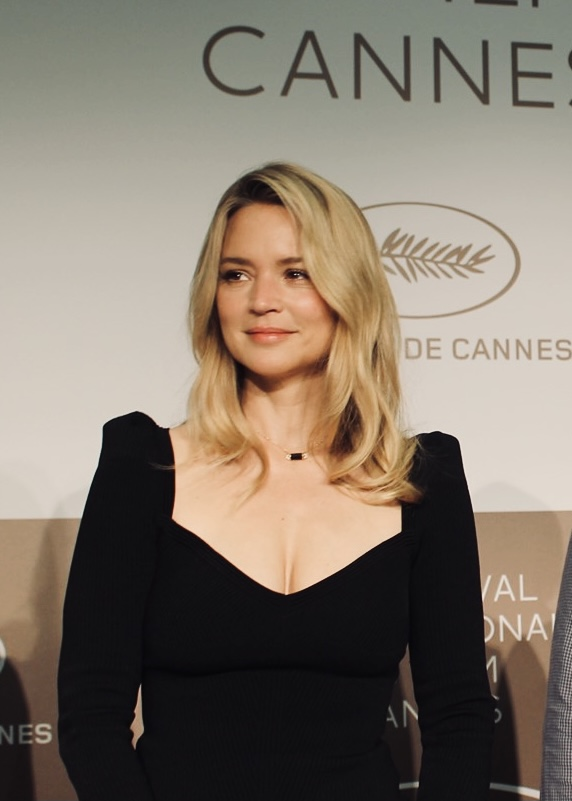
Virginie Efira lors du Festival de Cannes 2021, pour Benedetta.

L'année 2021 est marquée par la sortie de Benedetta de Paul Verhoeven, adaptation de l'histoire vraie de Benedetta Carlini, une religieuse italienne atteinte de visions mystiques et qui, sur le point d'être béatifiée, est arrêtée et jugée pour saphisme. Impressionné par la performance de Virginie Efira en tant qu’épouse du violeur dans son précédent film Elle, le réalisateur lui offre le rôle-titre de Benedetta sans même lui faire passer d'essai, confiant en ses capacités à incarner ce personnage ambigu, dont on ne sait s'il s'agit d'une prophétesse ou d'une affabulatrice, et ne lui donne aucune indication de jeu,. Tourné à l'été 2018 entre la Toscane, en Italie, et le sud de la France, le film voit sa sortie repoussée de deux ans, notamment en raison de la pandémie de Covid-19. Précédé d'une réputation sulfureuse, il suscite la controverse au Festival de Cannes 2021, où il est présenté en compétition, et divise, malgré une presse majoritairement positive,. Si certains y voient un grand film, à la fois politique, audacieux et décalé,,, d'autres lui reprochent ses excès et son côté outrancier, assumés par le cinéaste,. Virginie Efira reçoit néanmoins les louanges de la critique, ainsi qu'une quatrième nomination au César de la meilleure actrice, pour son incarnation de Benedetta, à l'instar de Positif qui estime « exceptionnelle » ce qu'il définit comme la « composition la plus complexe de sa carrière », ou encore Le Monde qui considère le film comme « un portrait de comédienne (ce qu’y fait Virginie Efira est époustouflant) et, plus largement, avec son féminisme de combat, un portrait de l’artiste en démiurge ».
Avec 326 974 entrées en France, le film se place au 66e rang du Box office français de 2021, ce qui constitue un échec commercial même s'il convient néanmoins de prendre en considération le contexte de la pandémie de Covid-19, et la mise en place du passe sanitaire en France.
Également en 2021, elle est membre du jury de la 78e Mostra de Venise, présidé par Bong Joon-ho. Au cours du festival, elle présente dans une sélection parallèle Madeleine Collins d'Antoine Barraud, thriller dans lequel elle joue le rôle d'une femme menant une double vie et rattrapée par son passé. Le long-métrage, influencé par le cinéma d'Alfred Hitchcock, reçoit des critiques positives, Les Inrocks estimant que l'actrice y retrouve « le sommet de son jeu : rare, voire seule actrice de sa génération capable de délivrer ce genre de partition propre aux woman’s pictures à très hauts reliefs ».
La même année, elle joue dans le film Le rite, premier court-métrage réalisé par son compagnon, Niels Schneider.

#### Consécration (depuis 2022)

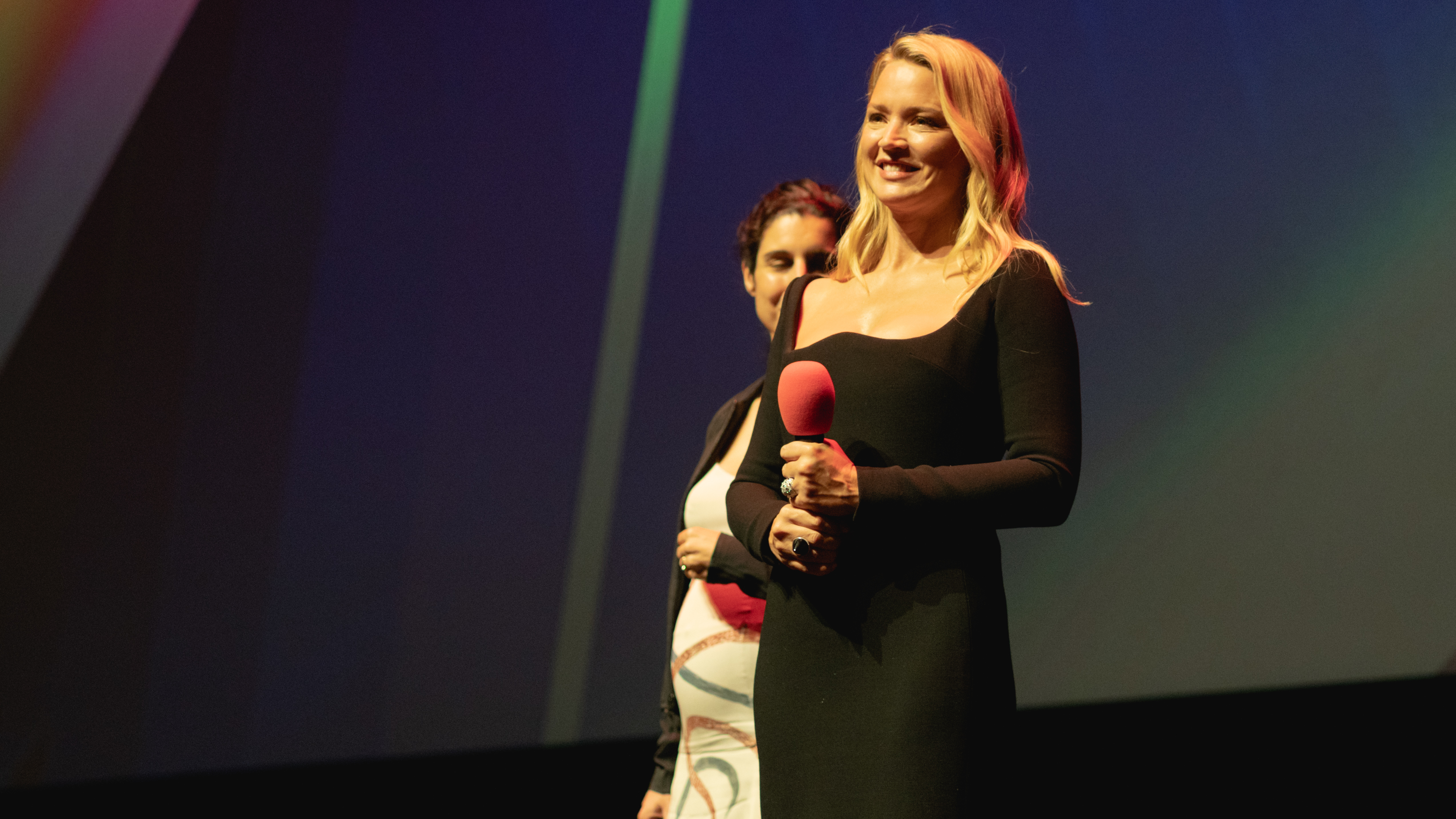
Virginie Efira lors de la présentation de Benedetta à Londres, 2021.

Après Benedetta, des films peuvent se monter sur son nom. Virginie Efira varie les genres. En 2022, elle est à l'affiche de quatre longs métrages. Elle joue en premier lieu une mère bipolaire dans l'adaptation du roman de Olivier Bourdeaut : En attendant Bojangles avec Romain Duris dans le rôle de son mari,,. Le film rencontre son public. Pour se préparer, l'actrice s'inspire de la performance de Gena Rowlands dans Une femme sous influence et de celles de Natalie Wood dans La Fièvre dans le sang et Propriété interdite. Si la presse réserve un accueil partagé au film lors de sa sortie, Virginie Efira est saluée pour sa performance. Première estime qu'elle est « à l’aise dans tous les registres. De la facétie à la tragédie. Parce qu’elle sait mettre du tragique dans la joie et de la frivolité dans le drame. C’est elle qui donne le tempo du récit, ses éclats de rire, ses moments de grande émotion ».
Elle joue une épouse bafouée dans la libre adaptation en comédie musicale de la pièce de Molière Don Juan de Serge Bozon avec Tahar Rahim, présentée lors du Festival de Cannes de cette année-là. Pour les besoins du film, l'actrice et son partenaire de jeu prennent des cours de chant. L'actrice décrit son expérience sur Don Juan comme réellement éprouvante car toutes les chansons sont chantées en direct, et qu'elle n'est pas une chanteuse professionnelle. Pour ce rôle, elle pratique le chant jusqu'à 4 fois par jour avec un professeur. Présenté au Festival de Cannes, le long-métrage est accueilli tièdement en comparaison d'Annette — autre comédie musicale française — qui avait plu l'année précédente. Elle est cette année-là maîtresse des cérémonies d'ouverture et de clôture du Festival de Cannes 2022.
En parallèle de la promotion de Don Juan, elle assure celle du drame psychologique Revoir Paris de la réalisatrice Alice Winocour, dans lequel elle interprète une jeune femme amnésique qui tente de se rappeler les attentats parisiens dont elle a été victime ; elle reprend un rôle laissé à l'abandon et initialement écrit pour Nicole Kidman,. Le long-métrage est mieux accueilli que Proxima, le précédent film d'Alice Winocour, et les critiques remarquent l'excellence de jeu de Virginie Efira. Pour ce rôle, l'actrice obtient le César de la meilleure actrice. Elle tourne ensuite sous la direction de son amie Rebecca Zlotowski le drame Les Enfants des autres dont elle tient le rôle principal. Dans ce drame qui s'interroge sur la place des belles-mères dans les familles recomposées, elle incarne la compagne de Roschdy Zem et rivale de Chiara Mastroianni. Le film est sélectionné en compétition officielle à la 79e Mostra de Venise où il y reçoit un bel accueil. Les critiques reconnaissent unanimement sa performance. Elle obtient le Lumière de la meilleure actrice. Elle remporte aussi la même année le prix French Cinema Award d'Unifrance pour « son incroyable capacité à incarner des personnages extraordinaires ou, a contrario, très simples et dans lesquels les spectateurs du monde entier peuvent se retrouver ». Après 2021 et 2022, sa carrière prend de l'ampleur et elle est l'une des actrices francophones les plus demandées.
Elle décroche le premier rôle d'une série française intitulée Tout va bien, produite par les studios Disney pour leur plateforme Disney+. Créée et pilotée par Camille de Castelnau, elle est prévue pour 2024. La comédienne franco-belge y donne la réplique aux actrices Nicole Garcia et Sara Giraudeau dans des seconds rôles.La comédienne reçoit à nouveau des critiques très enthousiasmantes concernant son travail. Disney envisage une seconde saison. En novembre 2024, elle fait partie du jury du Festival international du film de Marrakech présidé par le réalisateur italien Luca Guadagnino aux côtés notamment de Patricia Arquette, Andrew Garfield et Jacob Elordi.
Elle est ensuite confirmée dans le rôle principal du drame L'Amour et les Forêts, adaptation cinématographique du roman éponyme de l'écrivain Éric Reinhardt par l'actrice et réalisatrice Valérie Donzelli, dans lequel elle joue l'épouse du personnage interprété par Melvil Poupaud. Pour ce film elle obtient sa 8e nomination aux César. Le thriller Rien à Perdre, dans lequel elle joue la mère du jeune acteur Félix Lefebvre est présenté en sélection Un Certain Regard. Elle est nommée aux Lumières de la meilleure actrice.
En 2025, elle retrouve pour la seconde fois la réalisatrice Rebecca Zlotowski pour le thriller Vie privée tout en donnant la réplique à Daniel Auteuil, Mathieu Amalric et à l'actrice américaine Jodie Foster. Le film est sélectionné pour le 78e Festival de Cannes.

## Vie privée
À partir de 2000, elle est en couple avec le comédien et producteur Patrick Ridremont, déjà père de trois enfants. Ils se marient en 2002 et se séparent en 2005 sans toutefois divorcer. En février 2009, pendant l'émission Panique dans l'oreillette, l'acteur lui fait signer les papiers du divorce sur le ton de l'humour.
Elle se fiance au réalisateur Mabrouk El Mechri en 2012. Ensemble, ils ont une fille, prénommée Ali — nom choisi en hommage à Ali MacGraw, l'actrice qui a incarné l'héroïne du film Love Story, et au boxeur Mohamed Ali —, née le 24 mai 2013 à Paris. Ils vivent séparément un an plus tard.
En septembre 2016, sur le plateau de l'émission Quotidien, elle indique avoir obtenu la nationalité française par naturalisation, en complément de sa nationalité belge. Le décret date du 19 août 2015.
Depuis 2018, elle est la compagne de l'acteur Niels Schneider, rencontré sur le tournage d'Un amour impossible. Ils ont un fils, Hiro, né le 28 août 2023 à Paris.
Elle considère l'humoriste et réalisateur Nicolas Bedos comme un de ses meilleurs amis, le qualifiant même de « mari de substitution ».

## Filmographie

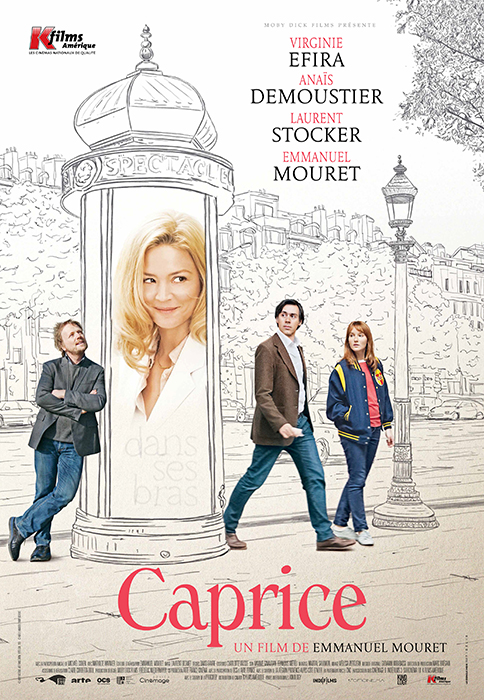
Virginie Efira sur l'affiche du film Caprice en 2015.

Sauf indication contraire, les informations mentionnées dans cette section peuvent être confirmées par les bases de données cinématographiques IMDb et Allociné,  présentes dans la section « Liens externes ».

### Cinéma

#### Longs métrages

##### Années 2000
- 2009 : Les Barons de Nabil Ben Yadir : l'artiste

##### Années 2010
- 2010 : Le Siffleur de Philippe Lefebvre : Candice
- 2010 : L'amour, c'est mieux à deux de Dominique Farrugia et Arnaud Lemort : Angèle
- 2010 : Kill Me Please de Olias Barco : Inspectrice Evrard
- 2011 : La Chance de ma vie de Nicolas Cuche : Joanna Sorini
- 2011 : Mon pire cauchemar d'Anne Fontaine : Julie
- 2012 : Hénaut Président de Michel Muller : elle-même
- 2013 : Cookie de Léa Fazer : Delphine
- 2013 : Dead Man Talking de Patrick Ridremont : Élisabeth Lacroix
- 2013 : Vingt ans d'écart de David Moreau : Alice Lantins
- 2013 : Les Invincibles de Frédéric Berthe : Caroline
- 2013 : En solitaire de Christophe Offenstein : Marie Drevil
- 2015 : Caprice d'Emmanuel Mouret : Alicia
- 2015 : Une famille à louer de Jean-Pierre Améris : Violette
- 2015 : Le Goût des merveilles d'Éric Besnard : Louise
- 2016 : Et ta sœur de Marion Vernoux : Marie
- 2016 : Un homme à la hauteur de Laurent Tirard : Diane
- 2016 : Elle de Paul Verhoeven : Rebecca
- 2016 : Victoria de Justine Triet : Victoria Spick
- 2017 : Pris de court d'Emmanuelle Cuau : Nathalie
- 2018 : Le Grand Bain de Gilles Lellouche : Delphine
- 2018 : Un amour impossible de Catherine Corsini : Rachel
- 2018 : Continuer de Joachim Lafosse : Sybille
- 2019 : Sibyl de Justine Triet : Sibyl

##### Années 2020
- 2020 : Police d'Anne Fontaine : Virginie
- 2020 : Adieu les cons d'Albert Dupontel : Suze Trappet
- 2021 : Benedetta de Paul Verhoeven : Sœur Benedetta Carlini
- 2021 : Madeleine Collins d'Antoine Barraud : Judith
- 2021 : Lui de Guillaume Canet : l'épouse
- 2021 : En attendant Bojangles de Régis Roinsard : Camille
- 2022 : Don Juan de Serge Bozon : Julie
- 2022 : Revoir Paris d'Alice Winocour : Mia
- 2022 : Les Enfants des autres de Rebecca Zlotowski : Rachel
- 2023 : Rien à perdre de Delphine Deloget : Sylvie
- 2023 : L'Amour et les Forêts de Valérie Donzelli : Blanche / Rose
- 2025 : Vie privée de Rebecca Zlotowski : Paula Cohen-Solal
- 2025 : Les Braises de Thomas Kruithof : Karine

- TBA : Hors-la-loi de Pauline Bureau : Gisèle Halimi
- TBA : Histoires parallèles de Asghar Farhadi

##### Courts métrages
- 2005 : Africains poids moyens de Daniel Cattier : Vickie
- 2017 : La Station de Patrick Ridremont : elle-même
- 2021 : Le Rite de Niels Schneider : Anne

### Télévision

#### Séries télévisées
- 2006-2009 : Kaamelott : Berlewen, l'épouse de Bohort
- 2007 : Off Prime : elle-même
- 2017 : Dix pour cent : elle-même (saison 2, épisode 1 Virginie et Ramzy de Laurent Tirard)
- 2023 : Tout va bien : Claire

#### Téléfilms
- 2007 : Un amour de fantôme d'Arnaud Sélignac : Anna
- 2010 : En chantier, monsieur Tanner de Stefan Liberski : La banquière
- 2011 : À la maison pour Noël de Christian Merret-Palmair : Sarah Moreau

### Clip
- 2021 : Kiki de Julien Doré

### Doublage
- 2004 : Garfield de Peter Hewitt : Liz Wilson (Jennifer Love Hewitt) - voix française
- 2005 : Robots (film d'animation) de Chris Wedge et Carlos Saldanha : Piper - voix française
- 2006 : Garfield 2 de Tim Hill : Liz Wilson (Jennifer Love Hewitt) - voix française
- 2008 : Max et Co (film d'animation) de Frédéric Guillaume et Samuel Guillaume : Cathy
- 2011 : Le Chat potté (film d'animation) de Chris Miller : Kitty Pattes de velours - voix française
- 2012 : Hôtel Transylvanie (film d'animation) de Genndy Tartakovsky : Mavis - voix française
- 2015 : Hôtel Transylvanie 2 (film d'animation) de Genndy Tartakovsky : Mavis - voix française
- 2017 : Drôles de petites bêtes (film d'animation) d'Arnaud Bouron et Antoon Krings : Huguette la guêpe
- 2017 : Puppy! (court métrage d'animation) de Genndy Tartakovsky : Mavis - voix française
- 2017 : L'Utopie des images de la révolution russe (documentaire) d'Emmanuel Hamon
- 2018 : Croc-Blanc (film d'animation) d'Alexandre Espigares : Maggie - voix française
- 2021 : Kalahari, l'autre loi de la jungle (documentaire) d'Emilie Dumond : narratrice
- 2023 : Kina & Yuk : renards de la banquise de Guillaume Maidatchevsky : narratrice

## Émissions de télévision

### Animatrice
- 1998-2001 : Mégamix sur Club RTL
- 2000 : Night Shop sur Canal+ Belgique
- 2001-2002 : Fan Club sur Club RTL
- 2002 : Star Academy (Belgique) sur RTL TVI
- 2003 : À la recherche de la nouvelle star (Belgique) sur RTL-TVI
- 2003 : Opération séduction sur M6
- 2003 : Absolument 80 sur M6
- 2003 : Absolument 90 sur M6
- 2003-2004 : La Saga des... gadins, fous rires, imprévus, jeux télévisés... sur M6
- 2003-2004 : Le Grand Zap sur M6
- 2004 : Follement Gay avec Magloire sur M6
- 2004 : La Coupe du monde des fous rires sur M6
- 2004 : Drôles d'équipes sur M6
- 2004-2005 :  Le Grand Piège sur M6
- 2004 : Bluff impossible sur M6
- 1er avril 2004 : Duel de stars sur M6
- 2005 : Coluche & co sur M6
- 2005 : Mon voisin est une rock-star sur M6
- 2005-2006 : Classé confidentiel sur M6
- 2006 : Les 48e Grammy Awards sur W9 avec Doc Gynéco
- 2006-2008 : Nouvelle Star (France) sur M6 et W9
- 2006 : Typiquement masculin, typiquement féminin sur M6
- 2009 : Canal presque sur Canal+

### Participante
- 2010 : Rendez-vous en terre inconnue, présenté par Frédéric Lopez sur France 2 : participante, chez les Tsaatans, en Mongolie
- 2013 : Le Débarquement 2, émission de télévision sur Canal + : sketch Un jour avec
- 2016 : La Folle Soirée du Palmashow 3 : participante
- 2023 : LOL : qui rit, sort ! sur Amazon Prime : participante
- 2024 : Drag Race France, saison 3, épisode 2 sur France 2 : jurée

## Série audio
- 2020 : Sara[réf. nécessaire]

## Théâtre
Sauf indication contraire ou complémentaire, les informations mentionnées dans cette section peuvent être confirmées par la base de données Les Archives du spectacle.

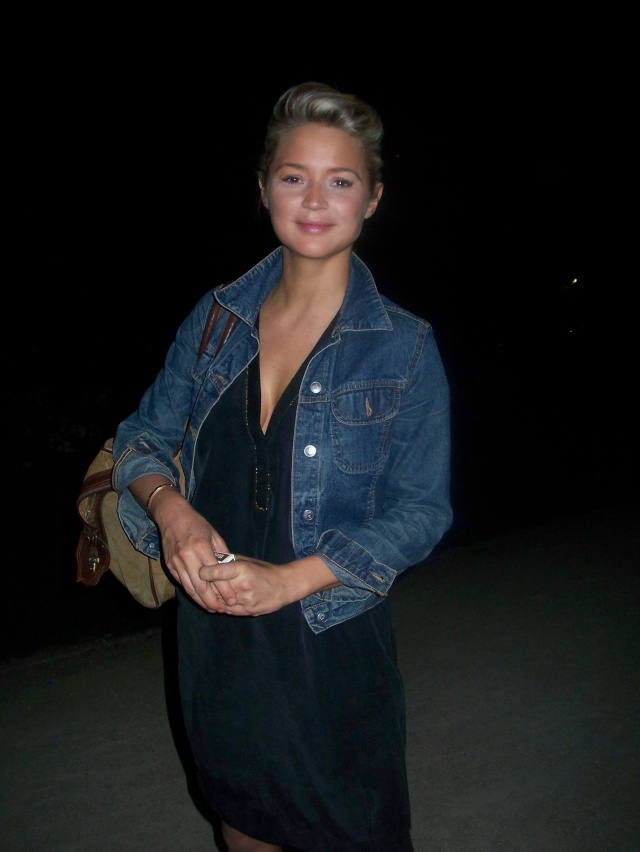
La comédienne au théâtre Marigny pour la pièce Nathalie en 2009.

- 1999 : L'Étranger, Théâtre Jacques Brel en Belgique
- 2003 : Le Ciel de lit de Jan de Hartog, mis en scène Xavier Letroye, théâtre de la Valette à Ittre.
- 2005 : Pour ses beaux yeux de René de Obaldia.
- 2006 : La Chatte sur un toit brûlant de Tennessee Williams, mis en scène Patrice Kerbrat.
- 2009 : Nathalie de Philippe Blasband, d'après son scénario pour le film Nathalie... (Virginie Efira reprend le rôle tenu au cinéma par Emmanuelle Béart en 2003), mis en scène Christophe Lidon, au théâtre Marigny, salle Popesco.

## Distinctions
Sauf indication contraire, les informations mentionnées dans cette section peuvent être confirmées par les bases de données cinématographiques IMDb et Allociné,  présentes dans la section « Liens externes ».

### Récompenses
- Monte-Carlo Film Festival de la Comédie 2010 : meilleure interprétation pour La Chance de ma vie
- Magritte 2012 : prix du public
- Magritte 2017 : meilleure actrice pour Victoria
- Festival international du film francophone de Namur 2021 : Bayard de la meilleure interprétation pour Adieu les cons
- César 2023 : meilleure actrice pour Revoir Paris
- French Cinema Award 2023 pour l'ensemble de sa carrière[117]
- Lumières 2023 : meilleure actrice pour Les Enfants des autres
- Magritte 2023 : meilleure actrice pour Revoir Paris
- Q d'or 2023 : meilleure actrice pour Les Enfants des autres,Don Juan et Revoir Paris[118]

### Nominations
- Trophées Jeunes Talents 2008 : jeune comédien(ne) de télévision pour Off Prime
- Magritte 2012 : meilleure actrice dans un second rôle pour Kill Me Please
- Lumières 2017 : meilleure actrice pour Victoria
- César 2017 : meilleure actrice pour Victoria
- Globes de cristal 2017 : meilleure actrice pour Un homme à la hauteur
- Globes de cristal 2019 : meilleure actrice pour Un amour impossible
- Lumières 2019 : meilleure actrice pour Un amour impossible
- César 2019 :
  - meilleure actrice pour Un amour impossible
  - meilleure actrice dans un second rôle pour Le Grand Bain
- Lumières 2021 : meilleure actrice pour Adieu les cons
- César 2021 : meilleure actrice pour Adieu les cons
- Magritte 2022 : meilleure actrice pour Benedetta
- César 2022 : meilleure actrice pour Benedetta
- Lumières 2024 : meilleure actrice pour Rien à perdre
- César 2024 : meilleure actrice pour L'amour et les forêts

### Décorations
- Chevalière de la Légion d'honneur (décret du 3 juillet 2024)[119]
- Chevalière de l'ordre national du Mérite (nommée par décret du 21 mai 2021[120], décorée le 11 juillet 2021 par la ministre de la Culture, Roselyne Bachelot[121]).